# Antonin Souchon
Pour les articles homonymes, voir Souchon.
Antonin Souchon, né le 17 mai 2002 à Royan, est un coureur cycliste français.

## Biographie
Originaire de Royan, Antonin Souchon est le fils de Karim Souchon, un ancien cycliste amateur. Tout comme ce dernier, il est formé au club Côte de Beauté Cyclisme, sur ses terres natales. Il poursuit ensuite sa progression au Cycle Poitevin. Dans les catégories de jeunes, il court sur route mais aussi en VTT et en cyclo-cross,.
En 2019, il est sélectionné en équipe de France pour participer au Tour de l'Abitibi, une manche de la Coupe des Nations Juniors. L'année suivante, il se révèle en terminant troisième du championnat de France sur route juniors, derrière Romain Grégoire et Bastien Tronchon. Il se classe également troisième du Mémorial d'Automne au plus haut niveau amateur. À cette période, il se définit alors comme un « rouleur-puncheur ».
En 2021, il intègre la structure Océane Top 16, qui évolue en Nationale 1. En mars 2022, il chute et se blesse lourdement sur une course vendéenne,. Souchon parvient néanmoins à faire son retour à la compétition. Il s'impose à deux reprises en première catégorie, et finit deuxième du Mémorial d'Automne, ou encore troisième du championnat régional de Nouvelle-Aquitaine.
En 2023, il décide de rejoindre la formation Sojasun espoir-ACNC. Entraîné par Jérémy Bellicaud, il réalise un bon premier semestre en terminant deuxième du Circuit de Haute Saintonge, troisième de la Route bretonne et de la Boucle de l'Artois, quatrième d'une épreuve du Circuit des plages vendéennes et sixième de Manche-Atlantique. Il se classe par ailleurs cinquième du Circuit du Mené, tout en ayant remporté les classements par points et du meilleur grimpeur. La suite de sa saison est cependant perturbée par des problèmes physiques. Tombé au Tour de Bretagne, il subit une commotion cérébrale. Il enchaîne avec Paris-Roubaix espoirs, où il est nouveau victime d'une chute. Mal rétabli, il contracte un kyste au niveau du genou. Cette lésion le contraint à mettre un terme à sa saison dès le mois de septembre.
Faute de financements, le club Sojasun espoir-ACNC disparaît en 2024. Antonin Souchon retrouve toutefois un contrat en s'engageant avec le VC Pays de Loudéac. Au début du printemps, il est troisième du Tour du Pays de Lesneven et quatrième de Redon-Redon chez les amateurs. Il se fait aussi remarquer sur le Tour du Loir-et-Cher en décrochant trois tops dix. Peu de temps après, il crée la surprise en s'imposant au sprint sur une étape du Tour de Bretagne. Il devance à cette occasion de nombreux coureurs qui appartiennent à des équipes continentales.

## Palmarès
- 2020
  - Circuit de la Chalosse
  - 2e du Trophée de la Ville de Châtellerault
  - 3e du championnat de France sur route juniors
  - 3e du Mémorial d'Automne
- 2021
  - 2e de la Ronde du Queyran
- 2022
  - Grand Prix de Ruelle-sur-Touvre
  - Semi-nocturne de Barbezieux
  - 2e du Mémorial d'Automne
  - 3e du championnat de Nouvelle-Aquitaine
- 2023
  - 2e du Circuit de Haute Saintonge
  - 2e du contre-la-montre du Rouillacais
  - 3e de la Route bretonne
  - 3e de la Boucle de l'Artois
- 2024
  - 6e étape du Tour de Bretagne
  - 3e du Tour du Pays de Lesneven
- 2025
  - 2e du Grand Prix CIC de Vannes